# نخل چمنزار
نخل چمنزار (نام علمی: Butia campicola) نام یک گونه از سرده نخل‌های پرسان است.